# ジョーダン・フィッシャー (実業家)
Jordan Fisher（ジョーダン・フィッシャー、1986年8月15日 - ）はアメリカ出身の日本を拠点に事業を展開する起業家、株式会社Zehitomo（ゼヒトモ、英：Zehitomo inc.) の代表取締役会長。
1986年8月、アメリカ合衆国、ニューヨーク州生まれ。
2008年3月、南カリフォルニア大学課程卒業後、来日。J.P.モルガン債券テクノロジー部門にエンジニアとして入社し、システム開発やプロジェクトマネジメント業務に従事する。その後、同社でセールストレーディング業務を経験し、Equity Sales TradingとFixed Income Technology両チームのヴァイスプレジデント（VP）に就任。2016年に共同創業者のジェームズ・マッカーティーと意気投合し、株式会社Zehitomoを設立。同社CEOを経て、代表取締役会長に就任。日本在住の外国人起業家として、Google startup launchpadでメンターを行うなど、日本のスタートアップエコシステムの形成・発展に貢献。2022年、起業家として「Scaling Japan Podcast」に出演し、日本でベンチャーキャピタルから資金調達する方法について話しました。

## 経歴
- 1986年 - アメリカ合衆国ニューヨーク州に生まれる。
- 2008年 - 南カリフォルニア大学コンピューターサイエンス学科卒業。
- 2008年 - 日本でJ.P.モルガン(東京丸の内オフィス)に入社。債券テクノロジー部門にエンジニアとしてシステム開発やプロジェクトマネジメント経験を積む。
- 2010年 - J.P.モルガンにてRates Trading Deskで電子取引セールストレーダーとしてシニアアソシエートに就任。
- 2014年 - J.P.モルガンにてEquity Sales TradingとFixed Income Technology両チームのヴァイスプレジデント(VP)に就任。
- 2016年 - 株式会社Zehitomoを共同創業者であるジェームズ・マッカーティーと設立、CEOに就任。
- 2022年 - 株式会社Zehitomoの代表取締役会長に就任。